# Нидертауфкирхен
Нидертауфкирхен (њем. Niedertaufkirchen) општина је у њемачкој савезној држави Баварска. Једно је од 31 општинског средишта округа Милдорф ам Ин. Према процјени из 2010. у општини је живјело 1.325 становника. Посједује регионалну шифру (AGS) 9183131.

## Географски и демографски подаци
Нидертауфкирхен се налази у савезној држави Баварска у округу Милдорф ам Ин. Општина се налази на надморској висини од 442 метра. Површина општине износи 26,7 km². У самом мјесту је, према процјени из 2010. године, живјело 1.325 становника. Просјечна густина становништва износи 50 становника/km².